# Chinchillidae
Los chinchíllidos (Chinchillidae) son una familia de roedores histricomorfos que incluye las chinchillas, las vizcachas y varias formas fósiles. 
Está distribuida por el sureste y oeste de Sudamérica, especialmente en los Andes.
Por convergencia evolutiva se asemejan y presentan características similares a las liebres y conejos, pero no están relacionados directamente.

## Clasificación

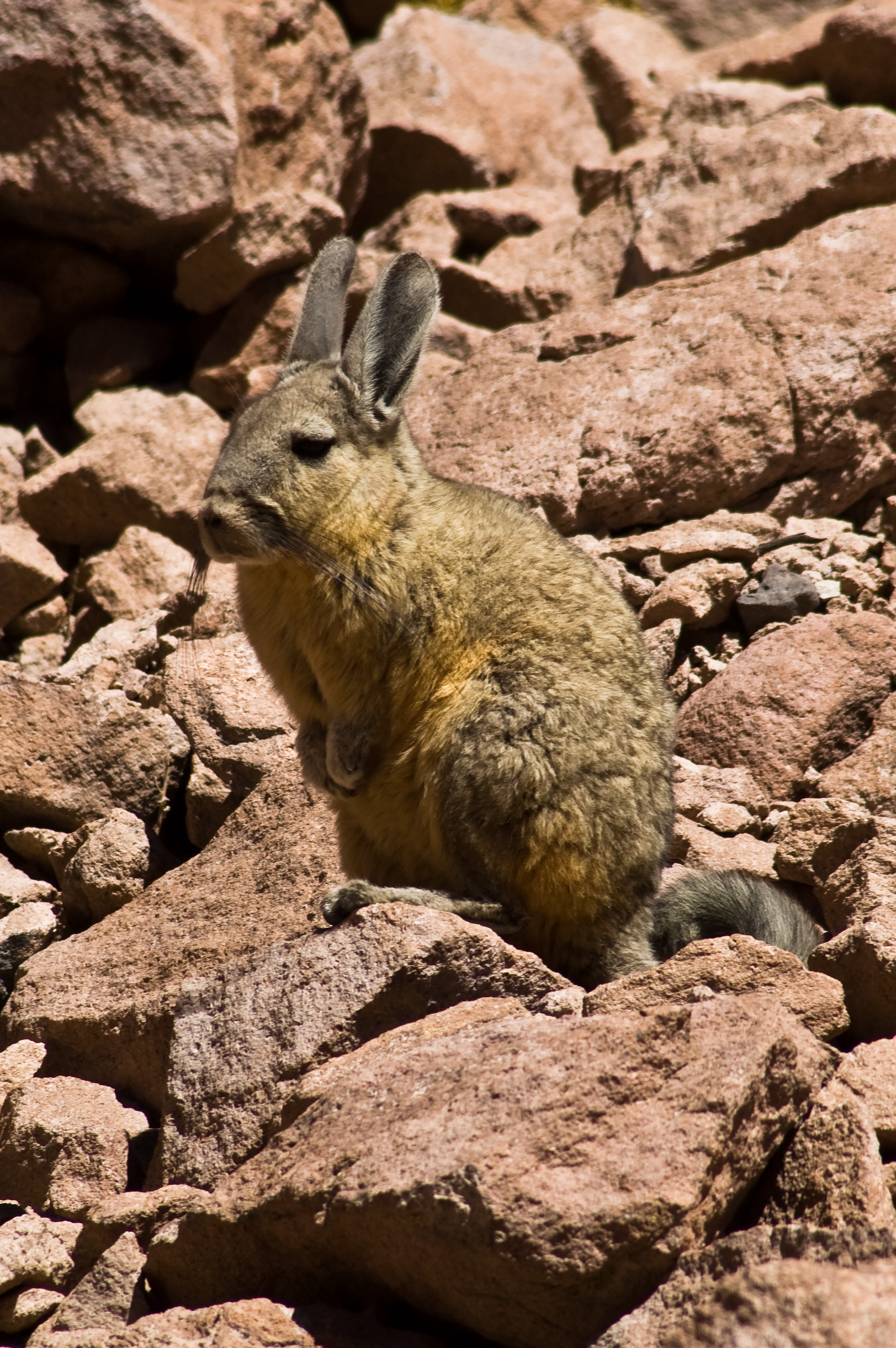
Lagidium viscacia en la Puna de Atacama.

Los chinchíllidos cuentan con tres géneros fósiles y tres existentes.
Subfamilia Lagostominae
- Eoviscaccia †
- Pliolagostomus †
- Prolagostomus †
- Lagostomus - vizcacha de tierra.
  - Lagostomus maximus - vizcacha de las llanuras.

Subfamilia Chinchillinae 
- Chinchilla - las chinchillas
  - Chinchilla chinchilla, chinchilla de cola corta.
  - Chinchilla lanigera, chinchilla de cola larga.
  - Chinchilla doméstica, se cría en cautiverio como animal peletero o como mascota. Es un híbrido originado del cruzamiento de las dos especies anteriores.

- Lagidium - vizcacha de montaña
  - Lagidium ahuacaense, vizcacha de Cariamanga.
  - Lagidium peruanum, vizcacha montesa del Norte.
  - Lagidium viscacia, vizcacha montesa del Sur.
  - Lagidium wolffsohni, vizcacha montesa anaranjada.